# علي خلف
علي أحمد خلف فرج مطر (مواليد 16 يناير 1995) هو لاعب كرة قدم كويتي محترف يشغل مركز الوسط الهجومي في صفوف العربي.
علي هو الشقيق الأصغر للاعبين السابقين خالد خلف وخلف خلف، وابن اللاعب الدولي السابق أحمد خلف.

## الأهداف الدولية
النتائج تعرض حصيلة أهداف الكويت أولاً.
| الرقم | التاريخ      | الملعب                           | الخصم   | النتيجة | النتيجة النهائية | المسابقة |
| ----- | ------------ | -------------------------------- | ------- | ------- | ---------------- | -------- |
| 1     | 24 مارس 2023 | استاد جابر الأحمد الدولي، الكويت | الفلبين | 2–0     | 2–0              | ودية     |

## الإنجازات

### مع العربي
- الدوري الكويتي الممتاز: 1

2020–21
- كأس أمير الكويت: 1

2019–20
- كأس ولي العهد الكويتي: 3

2014–15، 2021–22، 2022–23
- كأس السوبر الكويتي: 1

2021

### فردية
- لاعب الأسبوع في الدوري الكويتي الممتاز: 2

2024–25 الأسبوع 1، 2024–25 الأسبوع 9
- صانع ألعاب الدوري الكويتي الممتاز: 2024–25